# Aleksandra von Engelhardt

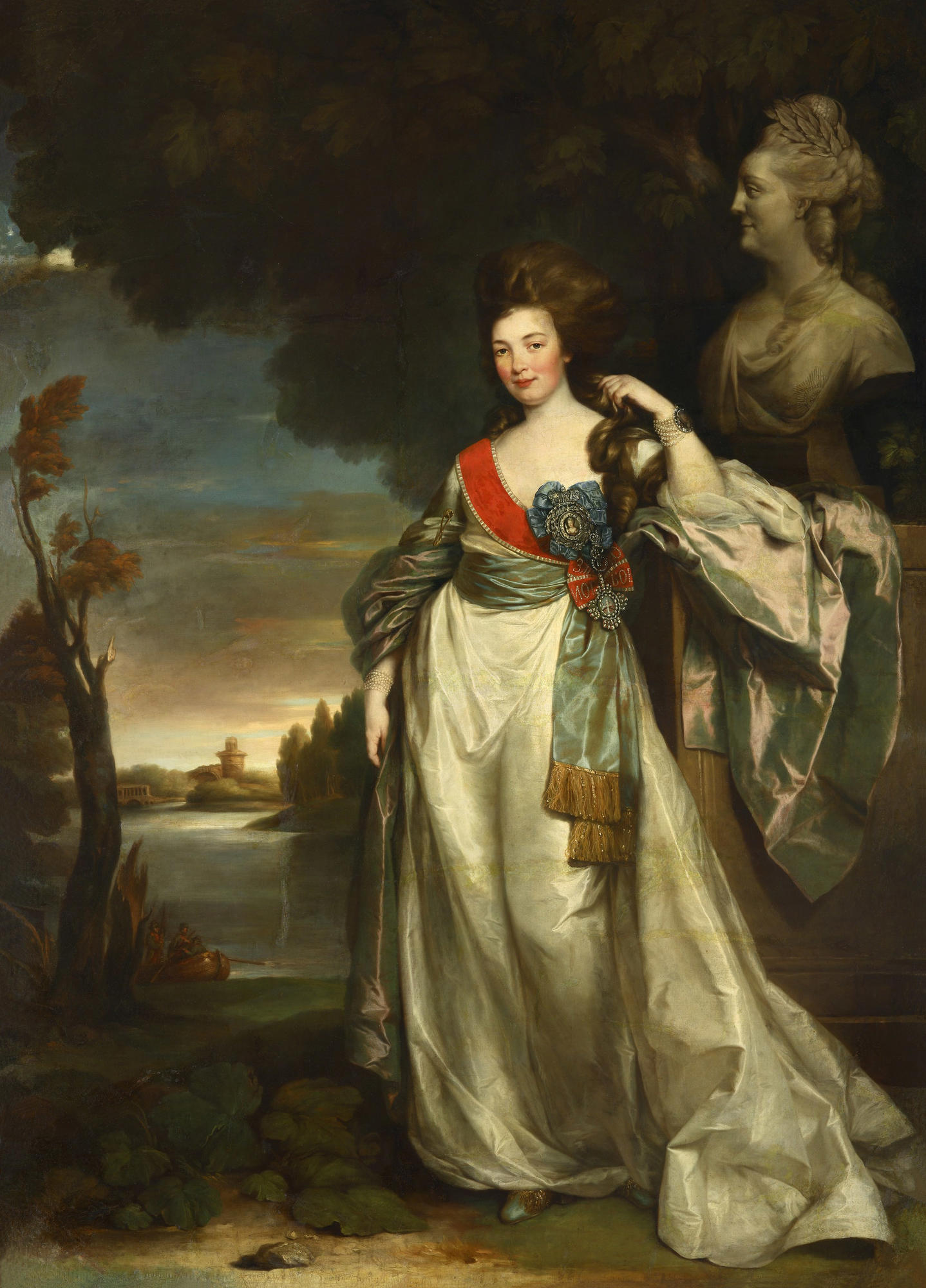
Aleksandra von Engelhardt.

Aleksandra von Engelhardt (ryska: Александра фон Энгельгардт), född 1754, död 1838, rysk affärskvinna, adelsdam, hovdam till Katarina den stora, systerdotter och förtrogen till Potemkin. Hon var en inflytelserik och välkänd personlighet under Katarinas regeringstid. 
Dotter till Wassily von Engelhardt och Potemkins syster Marfa Jelena Potemkin. Hon presenterades vid hovet med sina fem systrar 1775, där de blev hovets mest favoriserade kvinnor, kända som hovets "juveler" och behandlade som medlemmar av kejsarfamiljen och kallades "Informella storfurstinnor". Deras intima relation till Potemkin var ett av tidens stora skvallerämnen : Aleksandra ersatte 1779 Varvara som Potemkins partner, och ersattes av Jekaterina 1780, med vilken Potemkin hade ett sporadiskt förhållande i resten av livet, men fortsatte vara hans nära vän. Hon var en inflytelserik kraft vid hovet, och beskrivs som en skicklig intrigmakare: hon mottog mutor som agent för britterna, och anses ha varit den som år 1779 åstadkom att både Ivan Rimskij-Korsakov och Praskovja Bruce störtades genom att avslöja deras förhållande för Katarina. Hon agerade som Potemkins värdinna, beskrevs som hans närmaste vän och vårade honom vid hans dödsbädd; vid hans död ska hon ha ärvt Potemkins och Katarinas hemliga vigselbevis.      
Hon beskrevs som vacker, obildad men intelligent, viljestark och med ett fint sätt som skickligt dolde hennes okunnighet. Hon var en skicklig affärskvinna som tjänade miljoner på vete och timmer med vilka hon betala makens stora skulder. Hon blev gift med en polsk adelsman, Franciszek Ksawery Branicki, år 1781.
År 1791 ville hon att Potemkin skulle bestiga Polens tron, och i många år ansågs det att Potemkin hade planer på att göra hennes barn till polska tronarvingar.    
Hon ryktades ha varit hemlig dotter till Katarina och kallades hela sitt liv "informell medlem av den kejserliga familjen".